# Provincia Manisa
Provincia Manisa (în turcă Manisa ili) este o provincie din Turcia, cu o suprafață de 13.810 km², localizată în regiunea Egeeană.